# La Estrada
La Estrada (oficialmente en gallego: A Estrada) es un municipio y localidad de la provincia de Pontevedra (comunidad autónoma de Galicia, España). Pertenece a la comarca de Tabeirós - Tierra de Montes. Por otra parte es la capital del partido judicial de su mismo nombre. Su altitud es de unos 300 metros sobre el nivel del mar.

## Toponimia
El nombre de La Estrada procede de la voz en latín strata, con el significado de «tierra pisada, por donde se anda, camino». De hecho dos caminos se cruzaban en la plaza principal: de sur a norte subía un camino desde Tierra de Montes, Orense y Portugal, por donde los arrieros y peregrinos iban a Santiago de Compostela; y del este a oeste, desde tierras del Deza, Trasdeza y del interior de Galicia, por donde arrieros y, más tarde, carrilanas se dirigían a la costa.

## Geografía
Integrado en la comarca de Tabeirós-Tierra de Montes, se sitúa a 48 kilómetros de la capital provincial. El término municipal está atravesado por la carretera N-640, por la autopista Central de Galicia (AP-53) y por la carretera N-525 entre los pK 314 y 321, además de por la carretera provincial PO-841, que permite la comunicación con Santiago de Compostela. 
El relieve del municipio está caracterizado por zonas montañosas y valles fluviales. La zona montañosa más destacable, Monte Xesteiras, se sitúa al oeste, alcanzando los 716 metros. El río Ulla crea un amplio valle fluvial al norte que hace de límite con la provincia de La Coruña. Por el sur, el río Umia crea otro valle fluvial. El punto más elevado se encuentra al suroeste (Cregos, a 804 metros de altitud). La altitud oscila entre los 804 metros (Cregos) y los 20 metros a orillas del río Ulla. El pueblo se alza a 296 metros sobre el nivel del mar. 
| Noroeste: Padrón (La Coruña) y Puentecesures | Norte: Teo (La Coruña) y Vedra (La Coruña) | Noreste: Boqueijón (La Coruña) y Silleda |
| Oeste: Valga y Cuntis                        |                                            | Este: Silleda y Forcarey                 |
| Suroeste: Campo Lameiro                      | Sur: Cerdedo-Cotobade                      | Sureste: Forcarey                        |

## Historia
La jurisdicción de Tabeirós tiene su origen en tiempos del rey suevo Miro en el siglo VI, y aparece citada en el Cronicón Iriense como perteneciente a la diócesis de Iria. En el siglo XII, el arzobispo de Santiago Gelmírez y el rey Alfonso VII de León intercambiaron entre sí la tierra de Tabeirós, Tabeirolos y el castro de Faro, pasando la primera a ser posesión de la mitra compostelana. Esta jurisdicción abarcaba todo el actual ayuntamiento de A Estrada, con excepción de las parroquias de Vea, hasta 1840, año en el que se creó el ayuntamiento y el partido judicial de La Estrada (hoy capital de partido judicial que comprende los ayuntamientos de La Estrada y Forcarey).
Tres años antes, por culpa de los enfrentamientos entre absolutistas y liberales, se destituyó de forma completa el Ayuntamiento de Cereijo el 17 de septiembre de 1840 y se procedió a nombrar una nueva corporación con en consentimiento del pueblo y de la Milicia Nacional de Tabeirós, solicitando el nombre de ayuntamiento de A Estrada, que era un cruce de caminos con cuatro casas entre Figueroa, Ouzande y Guimarey.
Desde el siglo XII, estas tierras que hoy comprenden el municipio de A Estrada estaban políticamente divididas en coutos y jurisdicciones, en las que o bien mandaba un señor o bien eran propiedad de la Mitra Compostelana: jurisdicción de:
- Tabeirós, que comprendía Agar, San Pedro y San Tomé de Ancorados, Arca, Barbude, Berres, Callobre, Cereixo, Cira, Dornelas, Guimarei, Lamas, Loimil, Moreira, Nigoi, Olives, Orazo, Paradela, Parada, Pardemarín, Piñeiro, Remesar, Riobó, Ribeira, Rivela, Rubín, Sabucedo, Souto y Vinseiro.
- Couto de Vea, formado por las parroquias de Aguións, Baloira, San Miguel y Santa Mariña de Barcala, Cora, Couso, Frades, Matalobos, Santeles, Toedo y San Andrés, San Xorxe, San Xulián y Santa Cristina de Vea junto con Figueroa, que hoy pertenece a la Villa y otras cuatro del actual Concello de Teo.
- Couto de Codeseda en el que solo entraban Codeseda y Liripio.
- Couto de Vega y Oca que aglutinaba las parroquias de Arnois, Oca y en ocasiones San Miguel de Castro, que en determinados momentos perteneció al Castillo de Cira.
- Couto do Viso era formado por Lagartóns y una parte de la parroquia de Guimarei.[4]

En 1836 se iniciaron las reuniones para la unión de estos en otros más grandes o en uno solo.

Vistas de la localidad

El 1 de enero de 1837 se produjo la fusión de los Coutos de Vega y Oca, Viso, Codeseda y Vea con Tabeirós. El ayuntamiento se formó en Cereijo, con sede en Pernaviva, ya con cincuenta y una parroquias (incluida A Estrada, que aparece por primera vez, formada por los lugares de Figueiroa de Arriba, Figueiroa de Abajo, Rodeiro, Regueiro, Pedregal, Vilabrasil y Vilar). En 1840 se produjo la destitución del ayuntamiento de Cereijo, solicitando el nombre de A Estrada para el municipio, aprobándose el 23 de enero de 1841.
El 6 de julio de 1859 se le concedió a A Estrada el título de Villa por Real Decreto. En 1878, el príncipe Alfonso XII de España otorgó al ayuntamiento el tratamiento de Ilustrísimo y en 1912 el de Excelencia.
En 1906 sale el primer número de La Voz del Pueblo y El Eco Estradense, que iniciaron a la villa en la prensa propia. Más adelante se unirían a la terna de publicaciones autóctonas La Palanca y La Vanguardia. El mayor exponente de la prensa local fue El Emigrado, que permaneció activo durante 20 años, entre 1920 y 1940, año en el que desapareció por problemas obvios con la dictadura Franquista.
Pero en el último siglo reapareció otra vez la prensa en A Estrada. Actualmente hay un periódico estradense en circulación: Catrogatos, en versión en línea, y hasta mediados de 2014, Capicúa, en versión de papel, ya desaparecido.

## Demografía
La Estrada cuenta con una población de 20 139 habitantes (INE 2024).
| Gráfica de evolución demográfica de La Estrada entre 1842 y 2021 |
| |
| Población de derecho según los censos de población del INE Población de hecho según los censos de población del INEEn estos censos se denominaba Estrada: 1842, 1857 y 1860 En estos censos se denominaba Estrada, La: 1877, 1887, 1897, 1900, 1910, 1920, 1930, 1940, 1950, 1960, 1970 y 1981 |

## Símbolos
El escudo heráldico y la bandera que representan al municipio fueron aprobados en 2014. El escudo sigue el siguiente blasón:

De sinople (verde) y sobre ondas de plata (blanco), un puente de cinco ojos de oro (amarillo), surmontado de una torre, hueca y también de oro, y en los flancos dos vieiras de plata, surmontadas, a su vez, de sendas estrellas de oro. Al timbre, la corona real cerrada.
Diario Oficial de Galicia n.º 195 de 13 de octubre de 2014

La descripción textual de la bandera es la siguiente:

Dividida por una banda blanca, de verde al asta y de rojo al batiente.
Diario Oficial de Galicia n.º 195 de 13 de octubre de 2014

## Administración y política

### Gobierno municipal
| Partido político                                | 2023  | 2023  | 2023       | 2019  | 2019  | 2019       | 2015  | 2015  | 2015       | 2011  | 2011  | 2011       | 2007  | 2007  | 2007       |
| Partido político                                | %     | Votos | Concejales | %     | Votos | Concejales | %     | Votos | Concejales | %     | Votos | Concejales | %     | Votos | Concejales |
| Partido Popular de Galicia (PPdeG)              | 57,64 | 6873  | 13         | 52,40 | 6585  | 12         | 45,16 | 5921  | 11         | 48,54 | 6771  | 11         | 31,19 | 4475  | 7          |
| Partido dos Socialistas de Galicia (PSdeG-PSOE) | 24,72 | 2948  | 5          | 27,27 | 3427  | 6          | 36,44 | 4778  | 8          | 40,97 | 5716  | 9          | 42,99 | 6168  | 9          |
| Bloque Nacionalista Galego (BNG)                | 11,12 | 1327  | 2          | 6,57  | 826   | 1          | 6,47  | 848   | 1          | 8,76  | 1222  | 1          | 13,25 | 1901  | 3          |
| Móvete                                          | 5,41  | 646   | 1          | –     | –     | –          | 7,24  | 949   | 1          | –     | –     | –          | –     | –     | –          |
| Mareas Locais                                   | –     | –     | –          | 12,02 | 1511  | 2          | –     | –     | –          | –     | –     | –          | –     | –     | –          |
| Cidadáns de Galicia (CIDEGA)                    | –     | –     | –          | –     | –     | –          | –     | –     | –          | –     | –     | –          | 9,69  | 1390  | 2          |

### Organización territorial
Parroquias que forman parte del municipio:
- Agar (Santa Mariña)
- Aguiones[12]
- Ancorados (San Pedro)
- Arca (San Miguel)
- Arnois (San Xiao)
- Baloira (San Salvador)
- Barbude[12]
- Barcala (San Miguel)
- Berres (San Vicente)
- Callobre (San Martiño)
- Castro (San Miguel)
- Cereijo[12]
- Codeseda (San Xurxo)
- Cora (San Miguel)
- Couso (Santa María)
- Curantes (San Miguel)
- Frades (Santa María)
- Guimarey[12]
- La Estrada[12]
- Lagartones[12]
- Lamas (San Breixo)
- Liripio (San Xoán)
- Loimil (Santa María)
- Matalobos (Santa Baia)
- Moreira (San Miguel)
- Nigoy[12]
- Oca (Santo Estevo)
- Olives (Santa María)
- Orazo (San Pedro)
- Ouzande (San Lourenzo)
- Parada (San Pedro)
- Paradela (Santa María)
- Pardemarín (Santa Eulalia)[13]
- Remesar (San Cristovo)
- Riobó (San Martiño)
- Riveira[12]
- Rivela[12]
- Rubín (Santa María)
- Sabucedo (San Lourenzo)
- San Jorge de Vea (San Jorge)[12]
- San Julián de Vea (San Julián)[12]
- Santa Cristina de Vea (Santa Cristina)
- Santa Marina de Barcala[12]
- Santeles (San Xoán)
- Santo Tomás de Ancorados (Santo Tomás)[12]
- Somoza (San Andrés)[13]
- Souto (San Andrés)[13]
- Tabeirós (Santiago)
- Toedo (San Pedro)
- Vea (San Andrés)[12][13]
- Vinseiro (Santa Cristina)

## Monumentos y lugares de interés
- Torre de la Barreira, situada en la parroquia de San Martín de Riobó.[14] Actualmente se encuentra en estado ruinoso,[15] pero fue una de las fortalezas más importantes del señorío de los arzobispos de Santiago de Compostela, que en alguna ocasión llegarían a residir en ella aunque solo durante breves paradas. Sin embargo, sí hay constancia de que en la fortaleza había un merino que era nombrado directamente por el arzobispo de Santiago o por el individuo que tuviera la fortaleza a su cargo, y también de que hubo numerosos merinos a lo largo del tiempo y de que no ocuparon el cargo durante mucho tiempo. Y el historiador Manuel Mosquera Agrelo afirmó que alguna de las torres de la Barreira o el bastión de su puerta de entrada pudo ser usado como hogar o residencia por los administradores de la fortaleza.[16]

- Pazo de Oca, situado en la parroquia de Oca.

## Cultura

### Festividades
- A Festa do Salmón, se celebra todos los años el tercer domingo de mayo, en la cual se pueden degustar múltiples preparaciones, tradicionales e innovadoras del rey de los ríos.
- Las fiestas patronales en honor de san Paio se celebran a finales del mes de junio.